# Batalla del Zuiderzee
La batalla del Zuiderzee fue un combate naval librado en 1573 durante la Guerra de los Ochenta Años en aguas del mar interior Zuiderzee, en la que una flota holandesa de los Mendigos del mar derrotó a una flota española más numerosa y mejor equipada.

## Contexto histórico
En 1566-68, durante el reinado de Felipe II de España se produjeron en las Diecisiete Provincias las primeras rebeliones armadas contra las autoridades españolas, motivadas por las obligaciones religiosas y fiscales impuestas por estas, en lo que sería la Guerra de los Ochenta Años. Fernando Álvarez de Toledo, III duque de Alba, era gobernador de los Países Bajos.
En 1572 los mendigos del mar, corsarios neerlandeses rebeldes, tomaron Brielle y otras ciudades de la costa de Países Bajos y Zelanda, ganando así el dominio de la costa marítima neerlandesa.

## Preparativos
Zuiderzee (actualmente llamado Ĳsselmeer) era una ensenada de unos 50 km de anchura y una profundidad media de 5 o 6 metros abierta hacia el Mar del Norte, utilizada como vía de comunicación marítima entre las ciudades de sus orillas: Ámsterdam, Hoorn, Enkhuizen, etc. Por su situación geográfica, las rutas de abastecimiento tanto españolas como holandesas pasaban preferentemente por Zuiderzee, por lo que los rebeldes no cesaban de intentar pequeñas escaramuzas y asaltos contra los puertos españoles que lo circundaban o los barcos que lo atravesaban.
En 1573 el gobernador español Maximiliano de Henin, conde de Boussu, armó una flota de 30 barcos y 1.300 hombres para poner fin a estos ataques destruyendo las fuerzas rebeldes. El buque insignia de la esta flota, el Inquisición, de 250 toneladas, estaba reforzado por blindajes en sus costados. En el lado opuesto, la flota holandesa estaba formada por 24 barcos más pequeños y con armamento más ligero; 700 marineros formaban las tripulaciones holandesas.

## La batalla
El conde zarpó con su flota de Ámsterdam el 5 de octubre de 1573. Las fuerzas rebeldes le hostigaron constantemente. Debido a la carencia de armamento pesado de los neerlandeses, en lugar de trabar combate de artillería intentaron abordar las naves españolas, avanzando hacia ellas frontalmente para minimizar los daños de la artillería pesada española. Los fuertes vientos impidieron la maniobra de abordaje, evitando la oportunidad holandesa de victoria. Con su estrategia frustrada, la flota de los mendigos del mar no tenía muchas posibilidades contra las armas españolas, y sufrió graves pérdidas.
No fue hasta el 11 de octubre cuando el viento amainó y los neerlandeses pudieron atacar por sorpresa. Durante el ataque, el Inquisición fue abordado y embarrancado. Seis barcos españoles se perdieron y 300 marineros fueron hechos prisioneros, entre ellos el propio comandante, el conde de Bossu.
- Datos: Q2386251
- Multimedia: Battle on the Zuiderzee / Q2386251